# Euphorbia bravoana
Euphorbia bravoana Svent., conocida en castellano como tabaiba de Bravo o simplemente como tabaiba, es una especie de arbusto perenne suculento perteneciente a la familia Euphorbiaceae. Es originaria de la Macaronesia.

## Descripción

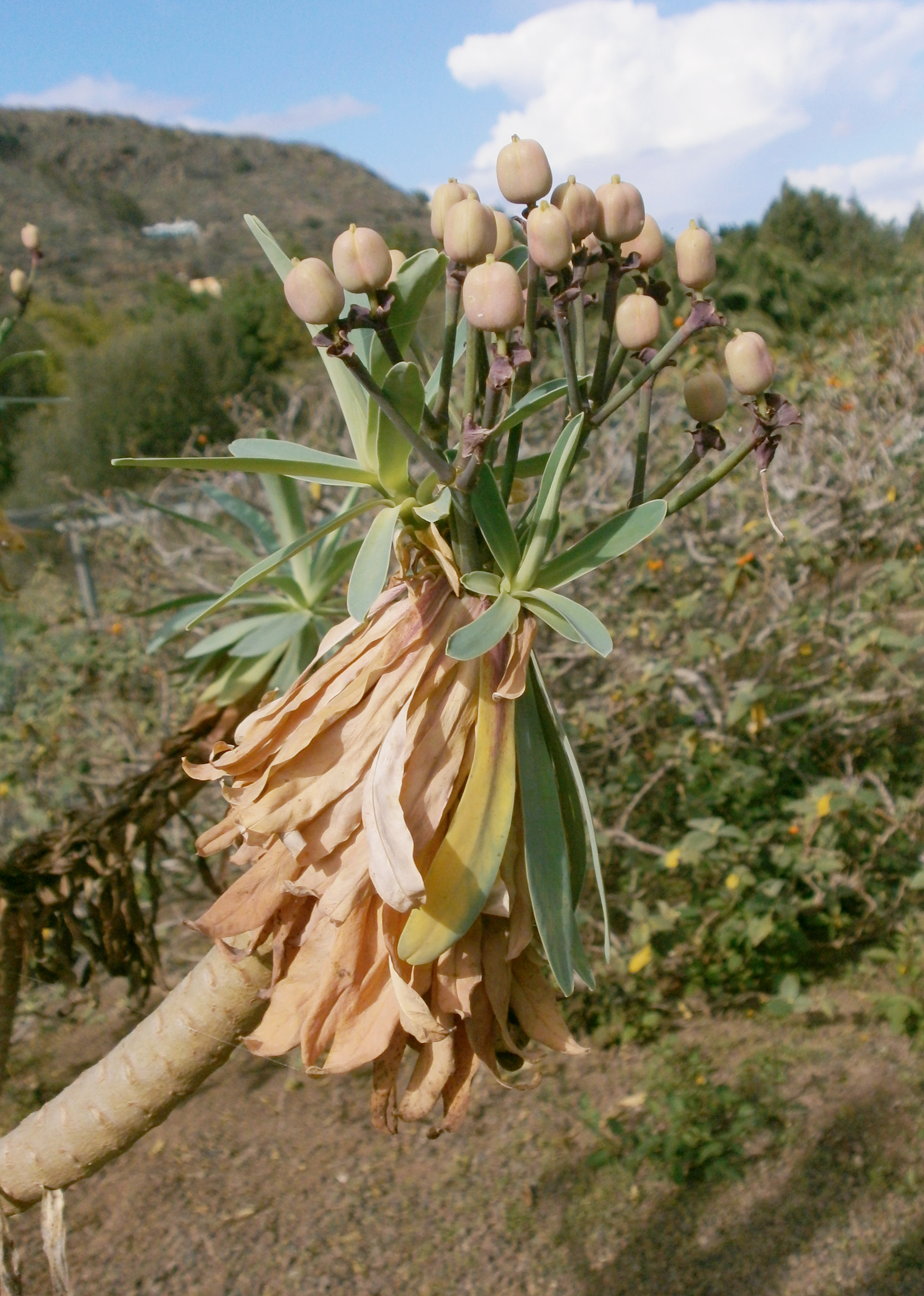
Detalle.

Es un arbusto perenne de hasta dos metros de altura y que cuenta con un número de efectivos reducido. Tiene las hojas carnosas y las flores en racimos terminales.
La floración se produce en verano, de junio a agosto.

## Distribución y hábitat
Es endémica de la isla de La Gomera, en el archipiélago de Canarias ―España―.
Se distribuye preferentemente en el sector nordeste de la isla, entre los 350 y 650 m s. n. m. en combinación con especies del bosque termófilo.

## Taxonomía
E. bravoana fue descrita por el botánico sueco Eric Ragnor Sventenius y publicada en Boletín del Instituto Nacional de Investigaciones Agronómicas en 1954.
Etimología
- Euphorbia: nombre genérico dedicado a Euphorbus, médico de origen griego del rey mauritano Juba II.
- bravoana: epíteto dedicado a Ventura Bravo, maestro de San Sebastián de La Gomera que acompañaba a Sventenius en sus excursiones botánicas.

## Nombres comunes
En la isla de La Gomera es conocida localmente como tabaiba macha o tabaiba orejona, aunque a nivel divulgativo se utiliza la denominación de tabaiba de Bravo.
El término tabaiba es el nombre genérico que se da en las islas a las especies de porte arbustivo ramificado del género Euphorbia, siendo una palabra de procedencia aborigen que sobrevive en el español de Canarias.